# 牧野徹
牧野 徹（まきの とおる）は、日本の建設官僚。元建設事務次官。元内閣総理大臣補佐官。

## 経歴
昭和32年、東京大学法学部卒、同年建設省入省。建設省都市局長、建設経済局長、建設大臣官房長を歴任し、平成8年より建設事務次官。
退官後は、都市基盤整備公団総裁等を経て、平成13年より小泉純一郎内閣で内閣総理大臣補佐官を5年間つとめた。